# Karl Nehammer
Karl Nehammer (sinh ngày 18 tháng 10 năm 1972) là một chính khách người Áo giữ chức vụ Thủ tướng Áo kể từ ngày 6 tháng 12 năm 2021. Ông là thành viên của Đảng Nhân dân Áo và trước đó từng đảm nhiệm chức vụ Bộ trưởng Nội vụ từ năm 2020 đến năm 2021, Tổng thư ký Đảng Nhân dân Áo từ năm 2018 đến năm 2020 và là thành viên của Hội đồng quốc gia từ năm 2017 đến năm 2020.

## Tiểu sử
Nehammer lớn lên ở Viên, nơi Karl Nehammer theo học Cao đẳng Kalksburg và trường trung học Amerlingstrasse, tốt nghiệp năm 1992. Karl Nehammer hoàn thành nghĩa vụ quân sự với tư cách là tình nguyện viên một năm và ở trong quân ngũ cho đến năm 1996. Năm 1997, Karl Nehammer giải ngũ với quân hàm trung úy. Sau đó, Karl Nehammer làm huấn luyện viên viên hướng dẫn cho các sĩ quan thông tin của Bộ Quốc phòng Liên bang và là huấn luyện viên về giao tiếp chiến lược cho các tổ chức khác nhau như Viện xúc tiến dạy nghề (BFI) và Học viện chính trị của Đảng Nhân dân Áo. Từ năm 2012, Karl Nehammer đã hoàn thành khóa học đại học hai năm về truyền thông chính trị tại Đại học Danube Krems và tốt nghiệp với bằng thạc sĩ.